# Banque centrale de Mandchou

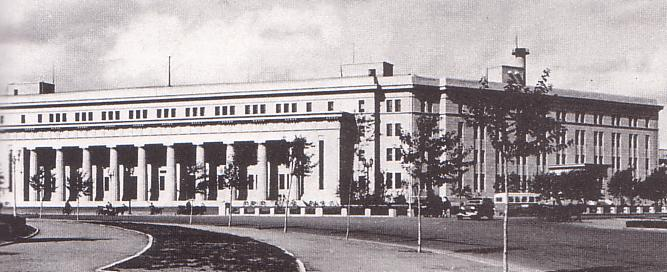
Siège de la banque à Hsinking, 1939.

La banque centrale de Mandchou (en chinois : 滿洲中央銀行 ; pinyin : Mǎnzhōu Zhōngyāng Yínháng ; en japonais : Manshū Chūō Ginkō) est l'établissement bancaire principal du Mandchoukouo, État fantoche dirigé par l'empire du Japon. La banque est fondée en tant que « banque d'actions du Mandchoukouo » à Hsinking le 11 juin 1932 comme société anonyme et un capital de 30 000 000 yuans, avec une participation du gouvernement d'au moins 25 % qui montera à plus de 50 % certaines années. La banque ouvre officiellement ses portes le 1er juillet et est la fusion de quatre banques émettrices mandchoues : la banque des trois provinces orientales, la banque de Kirin, la banque du Heilungkiang, et la banque de la frontière, contrôlée par le seigneur de la guerre local Zhang Zuolin.
Les principales fonctions de la banque sont de conserver les fonds du Trésor de l'État du Mandchoukouo, de contrôler son marché monétaire, d'en unifier le système monétaire et de stabiliser sa monnaie. La banque s'engage également dans de opérations bancaires habituelles comme l'octroi de prêts à l'agriculture, l'industrie et aux commerces. Elle représente de plus le Japon au Manchoukouo à la suite du retrait de la banque de Chosen coréenne de la région. À partir de son siège de Hsinking, la banque a 140 filiales à travers le Mandchoukouo, la Chine et même le Japon.
En vertu de la loi monétaire de 1932 qui autorise la création de la banque, le Mandchoukouo adopte une unité monétaire, le yuan du Mandchoukouo, contenant 23,91 grammes d'argent pur, le métal traditionnel des monnaies chinoises. La banque était tenue par sa charte de conserver pour chaque billet émis au moins 30 % de sa valeur en métal. Ces billets n'étaient pas remboursables en espèces. En raison des fluctuations mondiales du cours de l'argent durant les années 1930, le Mandchoukouo indexe le yuan sur un standard d'argent en 1935 et atteint plus tard un échange de parité approximatif avec le yen japonais.

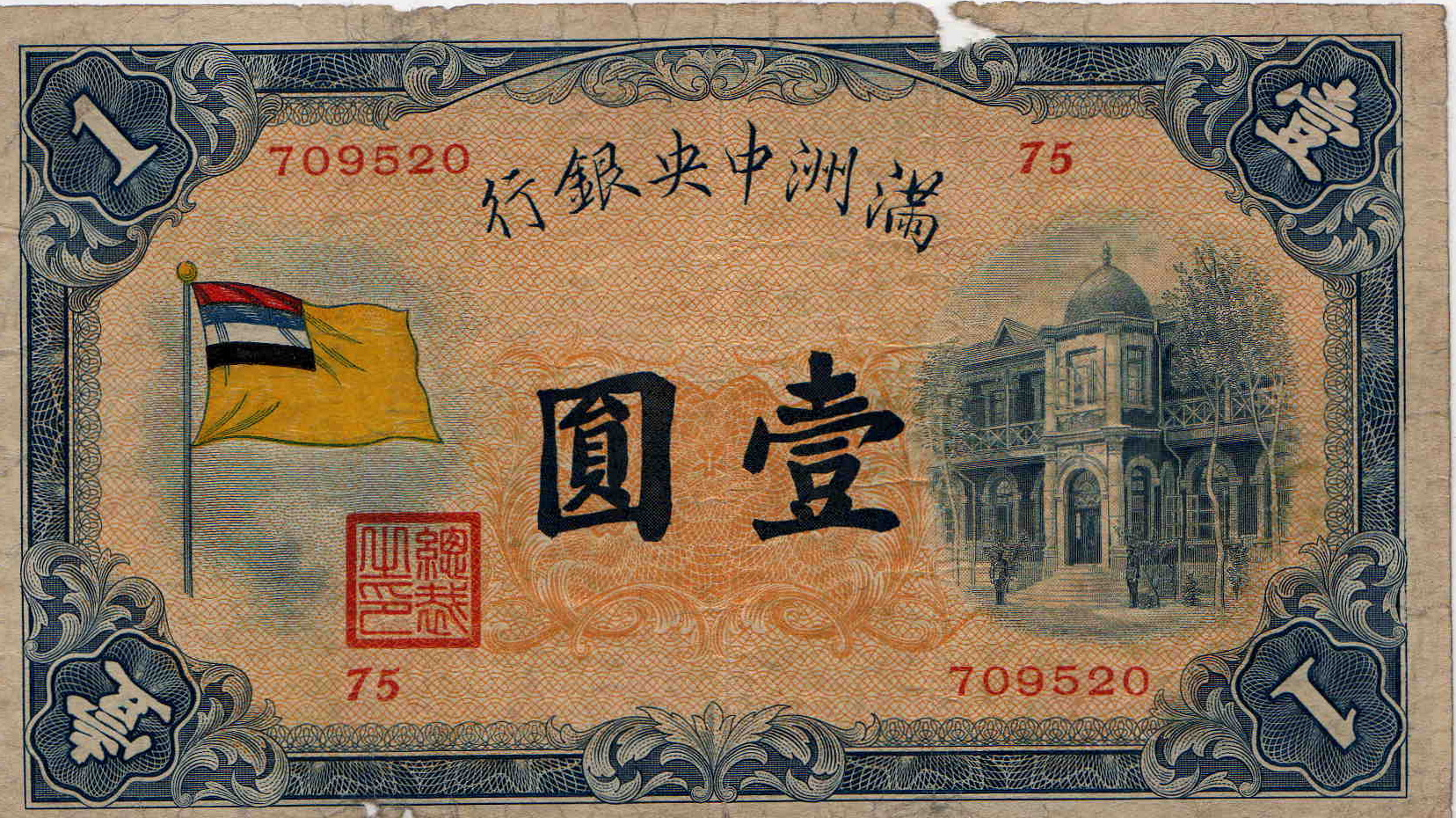
Billet d'un yuan de la banque de Mandchou (1932).

La banque émet 150 millions yuan en billet en 1932. En 1936, la valeur émise dépasse 200 millions yuan, montant à 300 millions en 1937, 400 millions en 1938 et 620 millions à la fin de 1939. Au cours de cette période, environ la moitié de la valeur des billets émis était appuyée par des réserves spéciales. Les billets émis étaient de cinq valeurs différentes, 100, 10, 5, 1 yuan et 5 chiao (un demi-yuan). Pour résister à l'inflation grandissante que connurent les territoires contrôlés par le Japon à la fin de la Seconde Guerre mondiale, un billet de 1 000 yuan est émis en 1944. En 1948, après la fin de la guerre, environ 12 milliards de yuan en billets de la banque central de Manchou sont rachetés par la banque Tung Pei.
Comme toutes les pièces de monnaie chinoises de l'époque, celles du Mandchoukouo étaient basées sur le système décimal, un dixième de yuan étant appelé un chiao, un centième un fen et un millième un li. Selon la loi monétaire, la banque centrale du Mandchoukouo était autorisée à frapper des pièces d'1 chiao et de 5 fen en cupronickel, et des pièces d'1 fen et de 5 li coins en bronze.

## Système de datation
Le Mandchoukouo est fondé en mars 1932 avec Puyi comme chef de l'exécutif qui utilisait le nom d'ère Datong. D'après le traditionnel système de datation basé sur l'année de début du règne du souverain, l'année 1932 devient la première année de l'ère Datong. Deux ans plus tard, le Mandchoukouo devint un empire, avec Puyi comme empereur sous le titre de règne Kangde. Ainsi, 1934 devint la première année de l'ère Kangde, tandis que 1942 en est la neuvième année.